# 橋本雄
橋本 雄（はしもと ゆう、1972年 - ）は、日本の歴史学者、北海道大学准教授。専門は日本中世史、中世後期の国際関係史・文化交流史。

## 経歴
東京都生まれ。
1990年筑波大学附属高等学校卒業。1996年東京大学文学部日本史学科卒業。2004年同大学院人文社会系研究科博士課程修了。「中世日本国際関係史の研究」で文学博士。村井章介に師事。
独立行政法人国立博物館（現・国立文化財機構）九州国立博物館学芸部企画課研究員を経て、2007年北海道大学大学院文学研究科准教授。

## 著書
- 『中世日本の国際関係 東アジア通交圏と偽使問題』吉川弘文館　2005　ISBN　9784642028417
- 『中華幻想 唐物と外交の室町時代史』勉誠出版　2011
- 『偽りの外交使節　室町時代の日朝関係』吉川弘文館（歴史文化ライブラリー）2012　オンデマンド版　ISBN　9784642757515
- 『NHKさかのぼり日本史 外交篇[7]室町 “日本国王"と勘合貿易 なぜ、足利将軍家は中華皇帝に「朝貢」したのか』NHK出版 2013

## 共著
- 『地図とデータでよくわかる日本史』木村直樹共著　JTB 2013

## 共編
- 『日朝交流と相克の歴史』北島万次,孫承哲,村井章介共編著　校倉書房、2009
- 『日明関係史研究入門 アジアのなかの遣明船』村井章介, 伊藤幸司, 須田牧子, 関周一共集 勉誠出版　2015